# Панфилов, Евгений Павлович
Евгений Павлович Панфилов (29 августа 1939, Харьков — 11 июня 2017, Харьков) — советский футболист, нападающий, полузащитник. Тренер, спортивный организатор. Мастер спорта СССР (1961).

## Биография
Начинал играть в футбол в уличных командах Ивановки. В 1955 году по приглашению тренера Дмитрия Старусева перешёл в команду «ГорОНО». Окончив школу, стал работать слесарем на стадионе «Авангард», где организовал футбольную команду, которая выступала в первенстве города среди заводов, был её капитаном. С 1957 года стал играть в сборной команде старших юношей при команде мастеров «Авангард». Всю карьеру в первенстве СССР провёл за «Авангард»/«Металлист» в 1958—1969 годах. Сыграл 312 матчей, забил 18 голов. В классе «А» в 1960—1963 годах — 89 игр, три гола (по другим данным - 99 матчей, 6 голов). В 1966—1969 годах — капитан команды. Приглашался в ЦСКА и «Зенит». Завершил выступления из-за осложнившихся отношений со старшим тренером Виктором Каневским.
С 1970 года работал тренером юношей в «Металлисте». В 1976—1982 возглавлял ДЮСШ № 5 Октябрьского района. В 1979 году был избран депутатом Октябрьского Райсовета, был председателем депутатской комиссии по физкультуре и спорту в районе. В 1982 году стал директором открывшейся хоккейной ДЮСШ, первой в городе. С 1982 года — президент харьковского клуба «Золотая шайба». С 1986 года — директор зимнего Спортинтерната № 1. С 1987 года — директор ДЮСШ № 1 Киевского района.
Скончался в 2017 году в возрасте 77 лет.

## Семья
Жена Светлана. Дочь Виктория, сын Сергей.